# 유후 (역사가)
유후(劉昫, 887년 ~ 946년)는 중국 오대 십국 시대 후당·후진의 관료이자 역사가로, 그 두 단명 왕조에서 모두 재상을 지냈다. 비록, 그는 후진 때 선대(先代) 당나라의 정사 중 하나인 《구당서》의 편찬을 총지휘하였지만, 대부분의 작업들은 그의 전임자인 조영(趙瑩)의 임기 중에 완성되었을 것으로 추정된다. 자는 요원(耀遠)이며, 탁주(涿州, 지금의 하북성 보정시의 현급시 탁주시) 귀의현(歸義縣, 지금의 하북성 보정시 용성현) 사람이다. 최종 작위는 초국공(譙國公).
유승(劉乘)의 손자이며, 유인(劉因)의 아들이다. 개운 원년(944년) 사공, 문하시랑평장사, 감수국사에 임명되었고, 개운 2년(945년) 6월 초하루에 사관 장소원 등과 함께 《당서(唐書)》(지금의 《구당서》) 203권을 황제 석중귀에게 헌상하였다. 946년, 60세의 나이로 병사하였다.

## 참고 문헌
- 《구오대사》 권89, 진서15, 유후전